# Babylonie
Babylonie (akkadsky 𒆳𒆍𒀭𒊏𒆠, māt Akkadī) je název jižní části Mezopotámie v dnešním Iráku, v širším smyslu pak označení dvou významných starověkých říší na Předním východě – říše starobabylonské a říše novobabylonské. Centrem Babylonie bylo město Babylón na Eufratu, které je v pramenech poprvé připomínáno v dobách akkadské říše ve 24. století př. n. l. (Sargon Akkadský).

## Historie

### Raná doba
V oblasti pozdější Babylonie původně existovala řada sumerských knížectví a městských států, které byly zhruba po roce 2330 př. n. l. začleněny do akkadské říše. Ta se stala na sto padesát let dominantní silou na Předním východě a poprvé vytvořila silný centralizovaný stát v mezopotámském prostoru. Pokud jde o etnicitu, hrála při zrodu akkadské říše hlavní roli semitská složka populace, jež se patrně v důsledku několika migračních vln usazovala mezi sumerským obyvatelstvem.
Kolem poloviny 22. století př. n. l. docházelo v akkadské říši k dezintegračním procesům, které nakonec vyvrcholily jejím pádem; městské státy v Babylonii byly přechodně podmaněny indoevropským[zdroj?] etnikem Gutejců. Po roce 2070 př. n. l., kdy většinu Babylonie ovládla tzv. III. dynastie z Uru, došlo k určité renesanci sumerské kultury, ale již po sto letech říše zanikla. V mezidobí Semité stále více zatlačovali do pozadí Sumery – až nakonec zcela převládli.

### Starobabylonské období

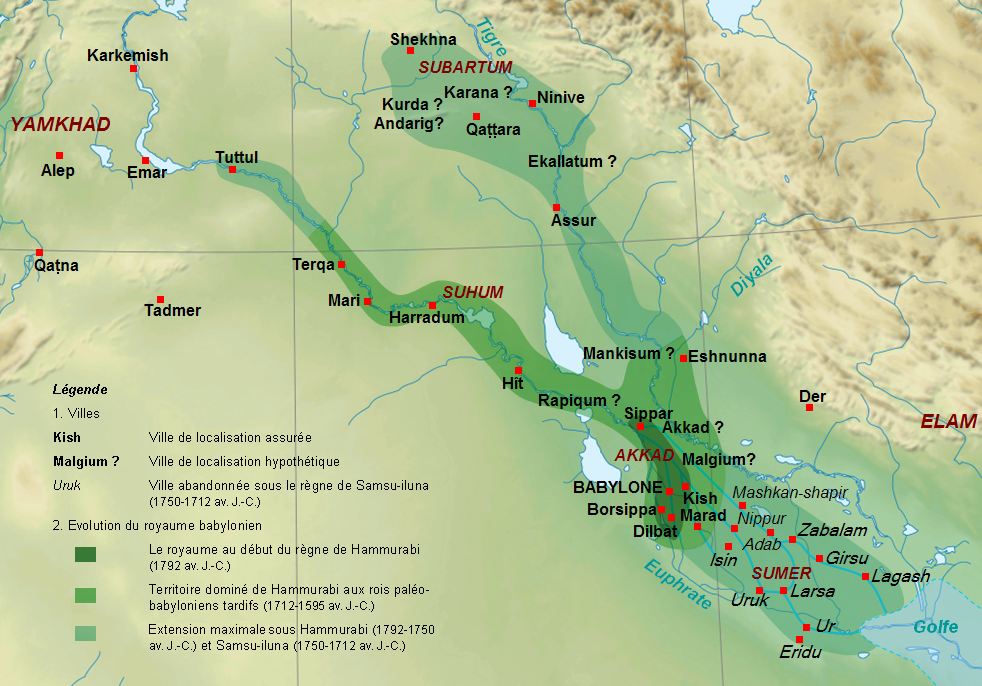
Starobabylonská říše

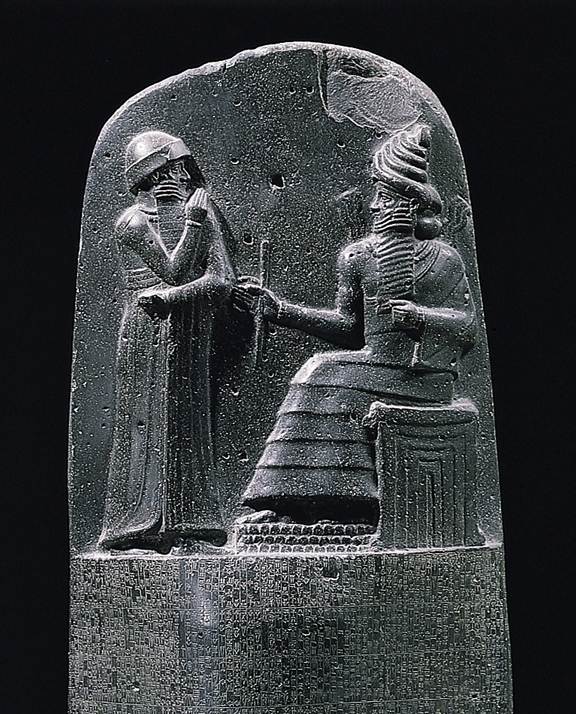
Horní část stély s Chammurapiho zákoníkem

Starobabylonská říše, jejíž vznik spadá zhruba do konce 19. století př. n. l. a jejíž centrum se už nacházelo v Babylóně, byla po delším období partikularismu opět silným centralizovaným státem s dominantním postavením panovníka; který se opíral o úřednictvo, byrokratický aparát a zákonodárství. Babylonii v této době ovládali Amorité patřící k semitským etnikům. Nejvýznamnější panovník této doby byl Chammurapi (můžeme psát i s -bi), který se proslavil především vydáním obsáhlého zákoníku, náležejícího mezi nejstarší vůbec (za nejstarší je podle dochovaných záznamů považován zákoník uruckého krále Urnammua).
Chammurapiho zákoník se zakládal na pravidlu oko za oko, zub za zub (právo odvety) a obsahoval 282 článků popisujících 282 případů, za něž uděloval trest. Mimo jiné zákoník dělil obyvatelstvo na:
1. awily – plnoprávné občany, nejvyšší a nejbohatší vrstvu v říši. Zde platilo oko za oko, zub za zub.
2. muškény – svobodné lidi, na něž se ovšem nevztahovala žádná práva. V případě, že byli v nějaké věci poškozeni, platila se jim peněžitá náhrada.
3. wardy – otroky a nevolníky, náležející pánovi (který ale mohl být trestán za jejich zmrzačení či zabití). V případě, že byli druhou osobou usmrceni či zmrzačeni, platila se peněžitá náhrada jejich majiteli.

Kromě vydání zákoníku se Chammurapi zasloužil i o rozdělení státu do administrativních jednotek (krajů) a také o rozsáhlou teritoriální expanzi. Jeho nástupci však postrádali schopnost v jeho politice pokračovat, říše postupně upadala, až nakonec Babylon dobyl kolem roku 1594 př. n. l. chetitský král Muršiliš I. Současně se ze severu tlačili do oblasti polokočovní Kassité, kteří během krátké doby Babylonii zcela opanovali.

### Kassitské období

Kassitská Babylonská říše

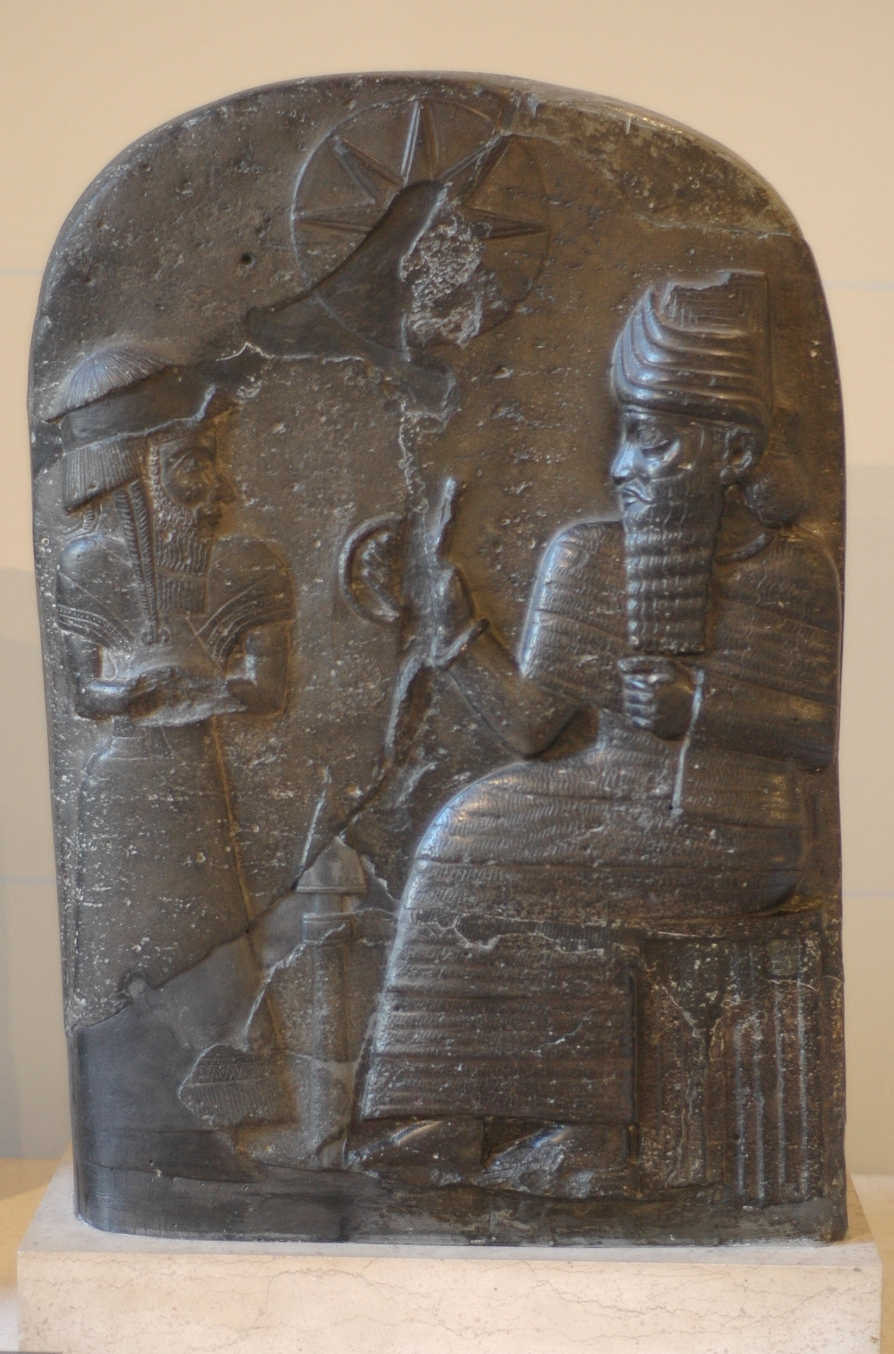
Jedna z babylonských stél uloupených roku 1155 př. n. l. Elamity

V následujících 400 letech, někdy označovaných jako temná epocha (kvůli nedostatku zpráv), vládli v babylonských rovinách Kassité, jejichž říše se stala jednou z nových velmocí na Předním východě – vedle říše Mitanni a Chetitů. Prvním doložitelným kassitským panovníkem v Babylonu byl kolem roku 1570 př. n. l. Agum II. Označoval se jako král Kassitů, Akkadů, Babylonu, Almanu (patrně původní kassitské území), Padanu (města, které si stále nárokovali Elamité) a země Gutejců (jež odpovídala zhruba dnešnímu Kurdistánu). Pobřeží Perského zálivu, jak se zdá, stále ovládala tzv. přímořská dynastie (tehdy tam panoval Gulkišar).
Významnými Agumovými nástupci byli Burna-Buriaš I., Kaštiliaš III. a Ulamburiaš, přičemž poslední kolem roku 1470 př. n. l. porazil přímořskou dynastii (v čele s Ea-gamilem). Kassitským králům také v 15. století př. n. l. vyvstal nebezpečný protivník v podobě Asýrie, jež se vymanila z moci říše Mitanni, rozvrácené útokem chetitských vojsk.
V roce 1155 př. n. l. vypálili Babylon Elamité a mnoho uměleckých předmětů a památek (mezi nimi i stélu s Chammurapiho zákoníkem) odvlekli do Sus. Místnímu panovníkovi Nabukadnezarovi I. se nato podařilo zlomit roku 1128 př. n. l. moc Kassitů a postupně zlikvidovat elamitskou hrozbu (dobytí Sus). 

### Středobabylonské období (post-kassitské)
V příštích letech byla Babylonie stále více vtahována do asyrské sféry vlivu, až se nakonec stala přímou součástí této nové velmoci v oblasti. V době asyrské nadvlády zůstal Babylon jedním z nejvýznamnějších center říše, toto postavení však bylo dočasně narušeno zničením města za krále Sinacheriba, způsobeném stálými snahami Babyloňanů po nezávislosti. Tyto snahy přes drakonické tresty nabývaly v průběhu času na intenzitě a při prvním náznaku slabosti asyrské moci se projevily naplno. Chaldejec Nabopalassar posléze ve spojení s íránskými Médy asyrskou říši v letech 612–609 př. n. l. vyvrátil – nastalo období novobabylonské říše v čele s chaldejskou dynastií.

### Novobabylonské období
Hlavní článek: Novobabylonská říše

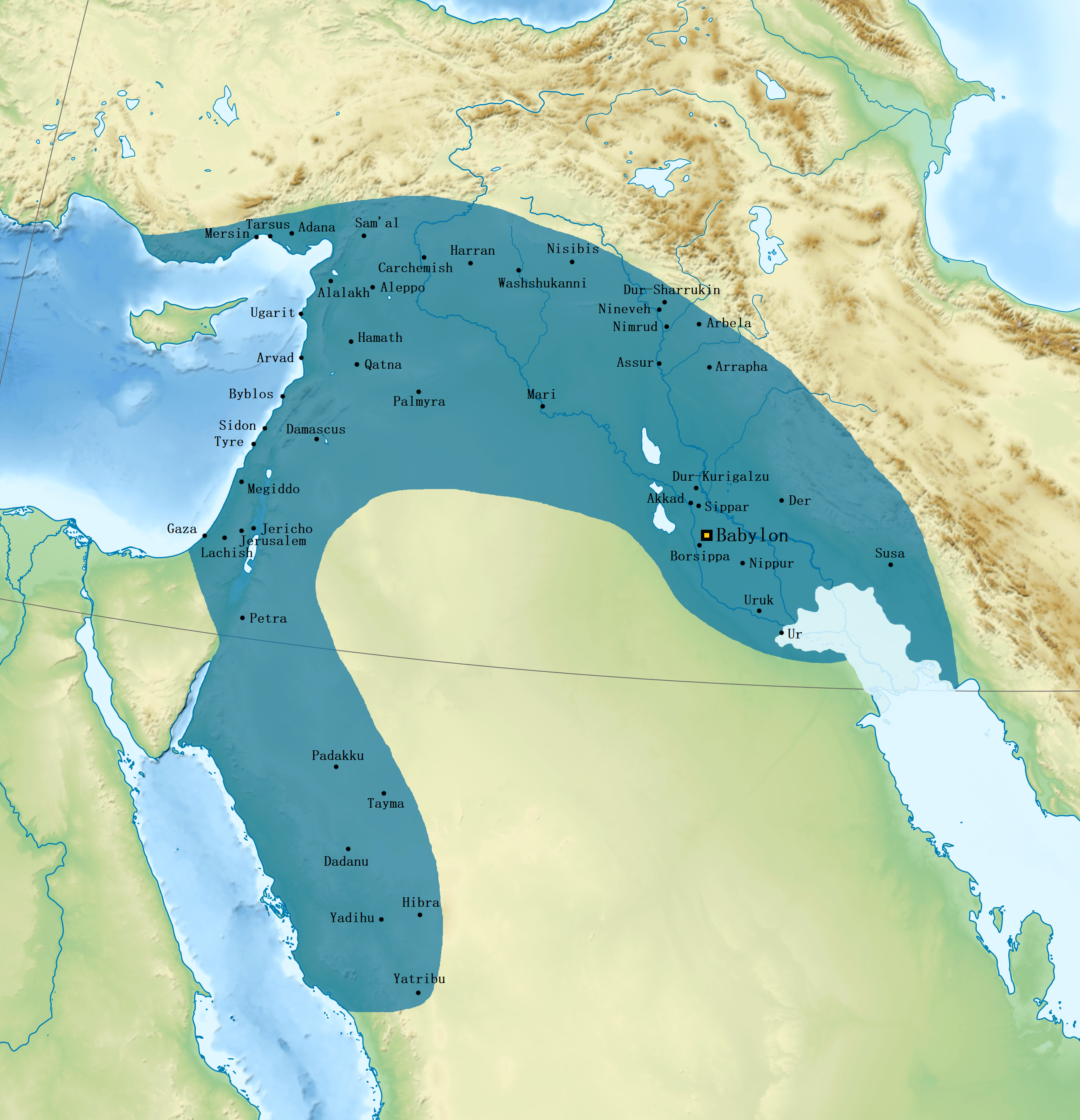
Novobabylonská říše za vlády Nabonida

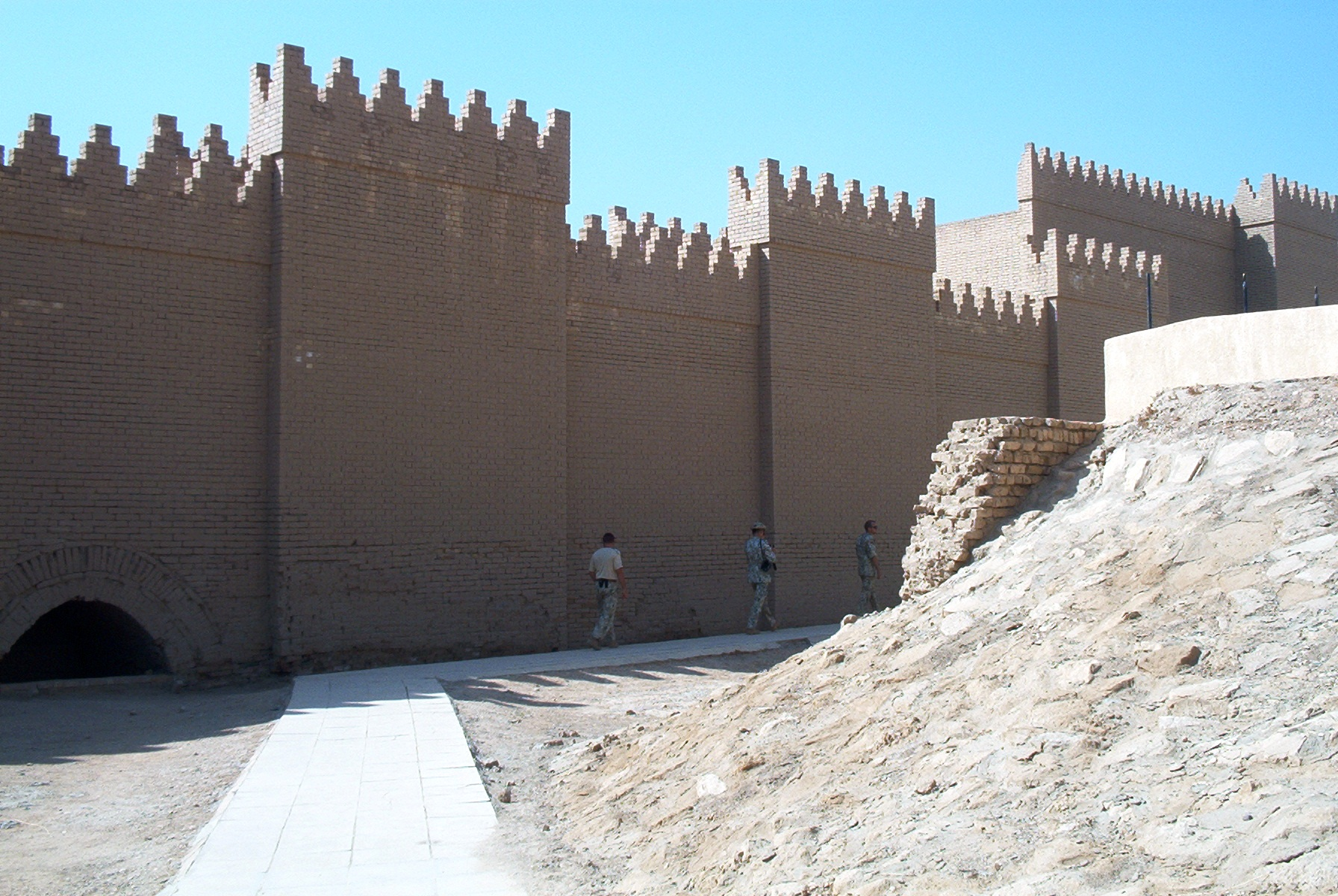
Rekonstruované hradby Babylonu

První novobabylonský král Nabopalassar zahájil ihned po upevnění své vlády dobyvačná tažení proti (zčásti egyptským) državám v Palestině a Sýrii, jichž se jako jeden z velitelů zúčastnil i jeho syn Nabukadnezar. Roku 605 př. n. l. padlo do babylonských rukou strategické město Karchemiš s egyptskou posádkou a následně i celé okolí. Po otcově smrti nastoupil na trůn bez potíží Nabukadnezar II. (605–562 př. n. l.), který pokračoval v expanzivní politice v syro-palestinské oblasti a roku 601 př. n. l. se neúspěšně pokusil obsadit Egypt. Dne 16. března 597 př. n. l. a opět roku 587 př. n. l. dobyli Babyloňané Jeruzalém, centrum judského království, a odvlekli odtud tisíce Izraelců do Mezopotámie (tzv. babylonské zajetí).
Nabukadnezar II. je nepochybně jedním z nejvýznamnějších králů v historii Mezopotámie. Byl nejen schopným vojevůdcem, ale i obratným politikem – roku 585 př. n. l. např. zprostředkoval mír mezi Médií a Lýdií. Za jeho panování dosáhla novobabylonská říše svého největšího mocenského i územního rozmachu. V Babyloně proběhly v této době rozsáhlé stavební úpravy a rekonstrukce (Ištařina brána, zikkurat Etemenanki, Mardukův chrám Esagila), mezi Eufratem a Tigridem vyrostla obranná soustava, zvaná médská zeď.
Po třech krátce vládnoucích Nabukadnezarových nástupcích (561–556 př. n. l.) nastoupil na trůn Nabonid (556–539 př. n. l.), jehož matkou byla kněžka měsíčního boha Sína v Charránu (Karrhy). Nabonid si svým protežováním boha Sína a dlouhodobou nepřítomností v Babylonu (kde ho zastupoval syn Bél-šarra-usur) znepřátelil mocné kněžstvo boha Marduka i část elity říše. To umožnilo perskému králi Kýru II., který si v letech 550/549 př. n. l. podmanil médskou říši, aby vystupoval jako ochránce Mardukových kněží a usiloval o ovládnutí Babylonie. Dne 29. října 539 př. n. l. perská vojska bez boje vstoupila do Babylonu – vláda Chaldejců byla u konce.

### Pozdní doba
Perští Achaimenovci učinili z Babylonie jednu z hlavních satrapií říše a z Babylonu svou důležitou rezidenci. Přestože jejich politika byla nábožensky i kulturně tolerantní, nezabránilo to separatistickým tendencím v oblasti. Již roku 522 př. n. l. se prohlásil jistý Nidintubel babylonským králem Nabukadnezarem III. a králi Dareiovi I. dalo dost práce než vzpouru zlikvidoval. Také za vlády Dareiova syna Xerxa I. vzplanulo v Babylonii rozsáhlé povstání, jež skončilo vypálením Babylonu perskými vojsky. Význam města tím značně utrpěl, přesto zde však králové občas přebývali až do konce achaimenovské epochy ve třicátých letech 4. století př. n. l.
S příchodem nových dobyvatelů – Makedonců – se toho zpočátku mnoho nezměnilo, Alexandr Veliký pouze rozdělil některé pravomoci: vedle satrapy, jímž se stal Mazaios, byl pro Babylonii ustanoven ještě stratég (Apollodoros) a velitel města Babylonu (Agathón). Úřad satrapy přecházel v následujících letech z jedné osoby na druhou, až se ho nakonec zmocnil jeden z Alexandrových vojevůdců Seleukos, jemuž posloužil jako odrazový můstek k ovládnutí většiny někdejších držav Achaimenovců v Asii. Roku 305 př. n. l. přijal Seleukos královský titul a stal se zakladatelem nové dynastie.
Za vlády Seleukovců se význam Babylonie snížil, protože centrum říše se přesunulo do Sýrie (Antiochie nad Orontem) a politika králů byla spíše zaměřena na západ a jih než na východ. Od konce 3. století př. n. l. pak začali seleukovské panství ohrožovat Parthové z íránské vysočiny, kteří v druhé polovině století následujícího zemi zcela ovládli. Jejich hlavní město sice zůstalo v Mezopotámii, nestal se jím však starý Babylon, ale nově založený Ktésifón na Tigridu. S postupnou „íránizací“ parthské říše, patrnou zvláště od přelomu letopočtu, se družil zánik původní svébytné místní kultury, i když konečnou tečku za vývojem starověké Babylonie představuje až arabská expanze v 7. století n. l.